# Jean-Baptiste de Tillier
Jean-Baptiste de Tillier (pron. fr. AFI: [ʒɑ̃‿batist də tije]) (Aosta, 24 giugno 1678 – Aosta, 11 marzo 1744) è stato un politico e storico italiano di lingua francese, e noble des seigneurs pairs et secrétaire des états du Duché d'Aoste, ossia alto funzionario del Ducato di Aosta durante il dominio sabaudo.
Rappresenta la figura maggiore della storiografia valdostana classica.

## Biografia
Jean-Baptiste de Tillier nasce a Aosta nella parrocchia di San Giovanni Battista, figlio del nobile Jean-Michel de Tillier, originario di Fénis, e di Anne-Marie Derriard. Fu un esponente della nuova nobiltà valdostana. Frequentò l'università a Valence dove frequentò gli ambienti antiassolutisti e, dopo la laurea in legge, nel 1700 divenne Segretario degli stati e del Conseil des Commis, la più alta carica amministrativa del Ducato di Aosta.

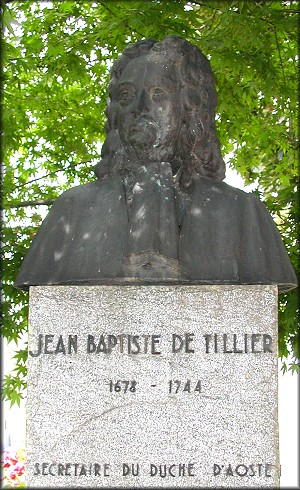
Monumento a J.-B. de Tillier in piazza Deffeyes ad Aosta.

Lavorò in un periodo in cui era vivo l'antagonismo tra il potere centrale a Torino e la secolare autonomia della Valle d'Aosta. Scrisse molte opere, incentrandosi sulla storia della Valle d'Aosta. In particolare, la sua opera Historique de la Vallée d'Aoste fu composta tra il 1721 (prima stesura) e il 1737-1740 (seconda stesura) per portare avanti le ragioni dell'autonomia valdostana supportandole con le prerogative e le ragioni storiche stesse della regione: secondo il de Tillier infatti quella dei valdostani per casa Savoia era una "dedizione volontaria", testimoniata dalla Carta delle franchigie (fr. Charte des franchises) del 1191. L'Historique prese forma in un periodo di spinte centralizzatrici alla corte sabauda: nel 1731, infatti, il re Carlo Emanuele III rifiutò di convalidare col giuramento le libertà valdostane, e per timore di accendere ulteriormente i fervori autonomisti fu proibita dallo Stato sabaudo la pubblicazione dell'Historique, pubblicazione che dovrà attendere gli anni ottanta del XIX secolo quando le spinte autonomiste erano ancora forti ma stavolta in uno scenario completamente variato, essendo nato da poco il Regno d'Italia.
A lui è intitolato il "Centro studi Jean-Baptiste de Tillier" di Aosta, nato nel 1989 per valorizzare la storia valdostana, la via omonima ad Aosta, ed è stato eretto un busto in suo onore sempre ad Aosta in piazza Albert Deffeyes.

## Opere principali
- (FR) Recueil contenant dissertation historique et géographique sur la Vallée et Duché d'Aoste maggiormente noto come Historique de la Vallée d'Aoste (1737-1740), testo riveduto e annotato da Sylvain Lucat. Louis Mensio éditions, Aosta, 1887.
- (FR) Chronologie des familles nobles ou Nobiliaire du Duché d'Aoste, riedizione presso Éditions de la Tourneuve, Aoste, 1970.
- (FR) Nobiliaire du Duché d'Aoste (1726-1733).
- (FR) Chronologie des évêques, prévôts, archidiacres, gouverneurs du Duché d'Aoste, vi-baillifs, syndics d'Aoste.

## Note

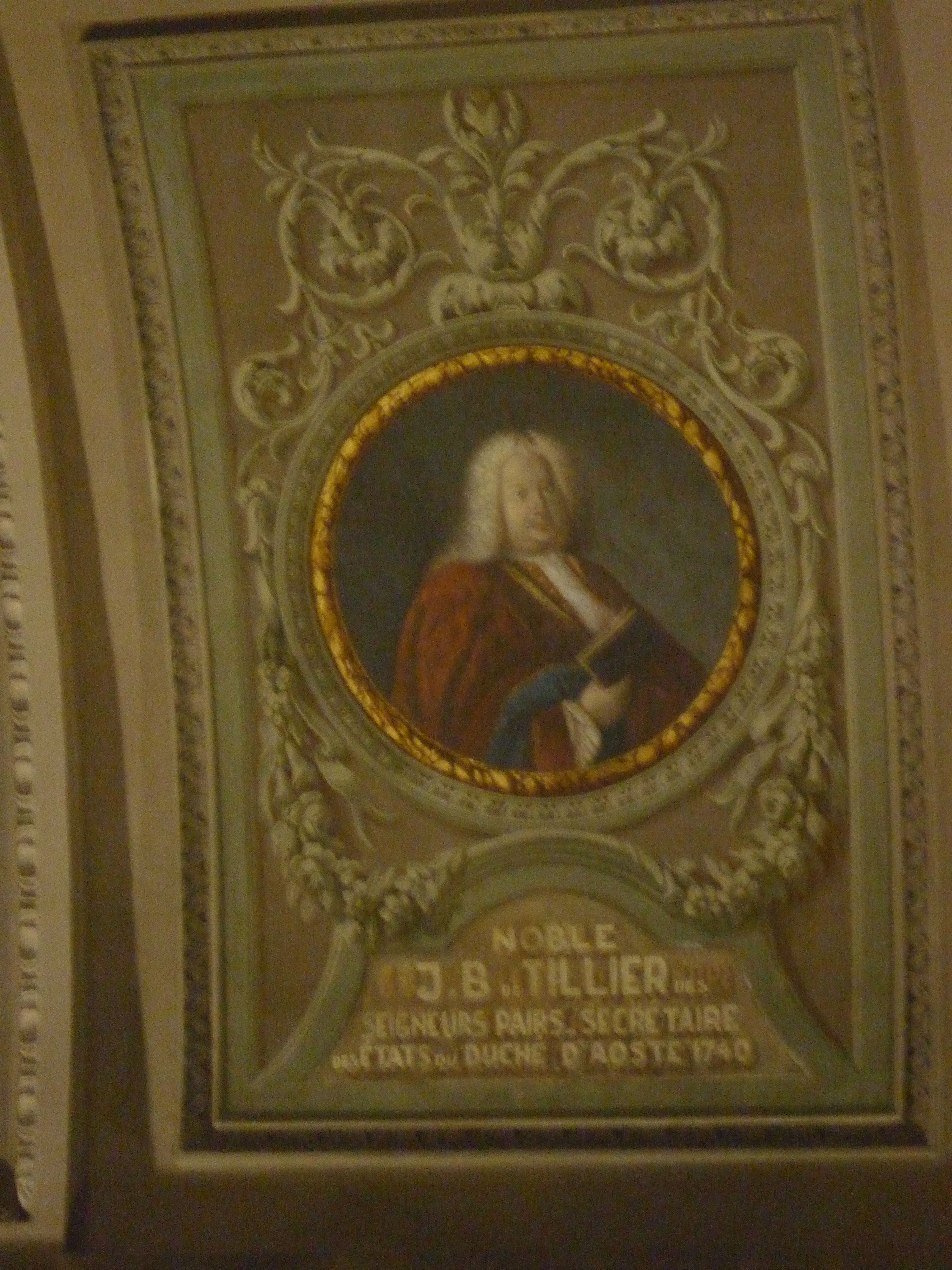
Il ritratto di Jean-Baptiste de Tillier nel Salone ducale dellHôtel-de-Ville (municipio) di Aosta.